# Nroff
nroff (abreviación de "new roff" o "nuevo roff") es un programa de formateo de textos de Unix escrito por Joe Ossana que produce una salida adecuada para el formato de impresoras y ventanas de terminales. Es parte integral del sistema de ayuda de UNIX, siendo usado para formatear las páginas de manual de Unix para la exposición final.
Es descendiente del programa RUNOFF para CTSS, el primer programa computarizado de formateo de textos, y es predecesor directo del sistema de procesamiento de documentos de Unix troff.

## Implementaciones
El sistema operativo Minix, entre otros, usa un clon de nroff llamado cawf de Vic Abell, basado en awf, el Formateador Impresionantemente Viable (Amazingly Workable Formatter) diseñado en awk por Henry Spencer. Estos no son reemplazos completos para las herramientas incluidas en nroff/troff, pero son suficientes para mostrar e imprimir documentos básicos y páginas de manual.
También está disponible una versión simplificada de nroff en Ratfor como un ejemplo del libro Software Tools, de Brian Kernighan y P.J. Plauger.